# Блакитна мечеть (Стамбул)
Блакитна мечеть, або мечеть Султанахмет (тур. Sultanahmet Camii) — одна з найбільших і одна з найгарніших мечетей Стамбула. Мечеть нараховує шість мінаретів: чотири, як зазвичай, по боках, а два трохи менш високих — на зовнішніх кутах. Вона вважається одним з найвидатніших шедеврів ісламської та світової архітектури. Мечеть розташована на березі Мармурового моря в історичному центрі Стамбула в районі Султанахмет навпроти мечеті Ая-Софія. Мечеть є одним з символів міста.

## Історія
На початку правління Ахмеда, Османська імперія вела одночасно дві війни з Австрійською монархією та Іраном. 11 листопада 1606 з Австрійською монархією був підписаний Житваторокський мир, згідно з яким османи відмовлялися від вимагання щорічної данини з Австрії та визнали імператорський титул Габсбургів. Ця поразка та інші події призвели до того, що авторитет Османської імперії був підірваний, і султан Ахмед I вирішив побудувати мечеть і таким чином отримати милостиве ставлення від Аллаха. До того ж, османські султани вже впродовж 40 років не побудували жодної нової мечеті. Будівництво почалося в серпні 1609, коли султану було 19 років. Попередники Ахмеда за будівництво мечетей платили тим, що було отримано в результаті війн, але оскільки Ахмед I не виграв жодної значної війни, йому довелося використовувати гроші зі своєї скарбниці. Організація й опис робіт були ретельно записані в 6 томах, які сьогодні зберігаються в бібліотеці палацу Топкапи. Місце було обрано відразу, через близьке розташування з палацом Топкапи. З метою побудови мечеті на площі Іподром були зруйновані будівлі як візантійського, так і ранньоосманського періодів. Серед них були візантійський Великий палац, залишки глядацьких місць Іподрому та безліч інших палацових будівель.

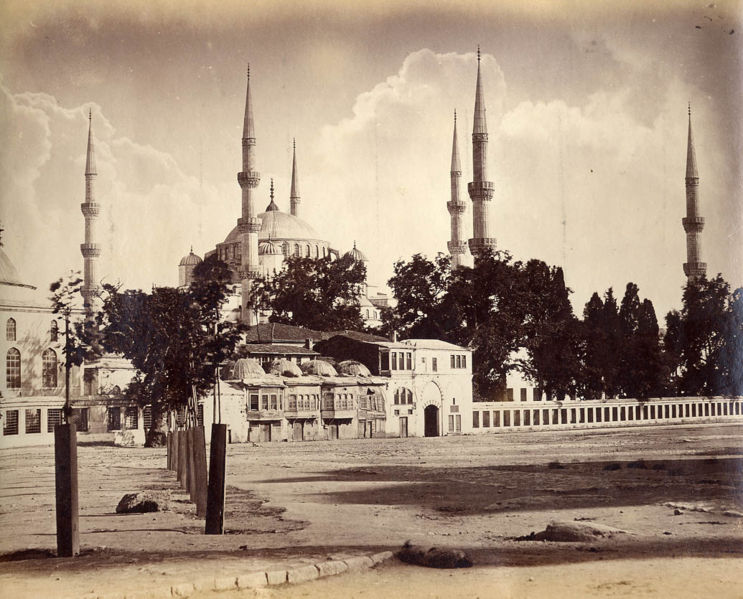
Блакитна мечеть до 1895

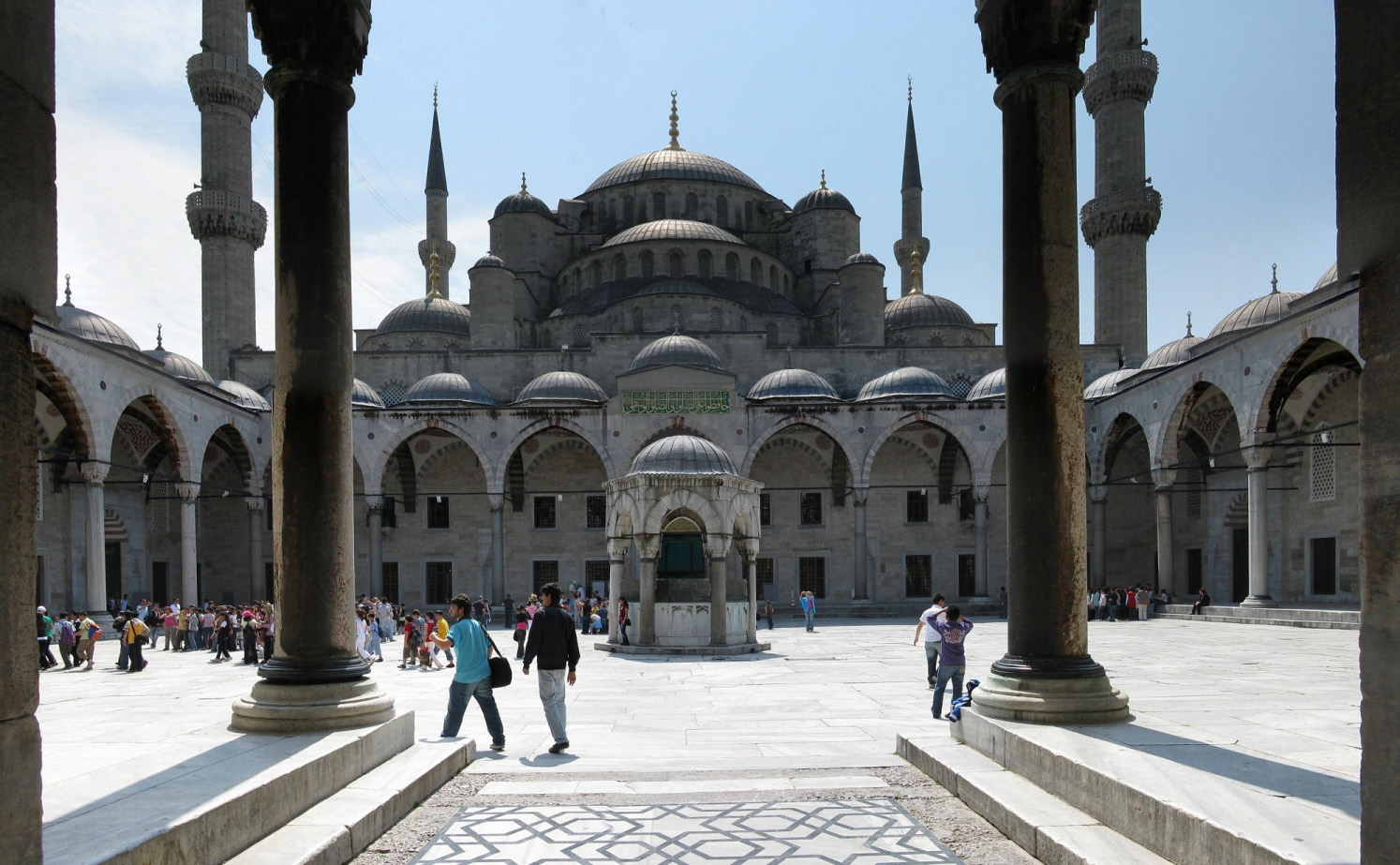
Вид на внутрішній двір

Архітектор мечеті — Седефкар Мехмет Ага, який був учнем і головним помічником архітектора Сінана і, який вирішив перевершити свого вчителя.
Архітектура мечеті поєднує в собі два стилі — класичний османський та візантійський. За легендою султан наказав побудувати стандартну кількість (4) золотих (алтин) мінаретів, але архітектор щось наплутав і побудував шість. Будівництво мечеті тривало 7 років і завершено в 1616, за рік до смерті султана. Для будівництва використані каміння та мармур.
Назву «Блакитна» мечеть отримала завдяки великій кількості (понад 20 000) білих і блакитних ізнікських керамічних ізразців ручної роботи, які використовувалися в декораціях інтер'єру. Кераміка доставлялася з ізнікських фабрик, які були відомі своєю якістю. Ахмед I наказав фабрикам надсилати в Стамбул найкрасивіші зразки, і заборонив вивезення продукції на інші будівництва, внаслідок чого справи фабрики прийшли в занепад.
Центральна зала розміром 53*51 м накрита куполом діаметром 23,5 м і висотою 43 м. Купол і напівкуполи прикрашені написами — сурами з Корану і висловлюваннями пророка Мухаммеда, які були майстерно виконані Сеїдом Касимом Губарі з Діярбакира. Купол спирається на чотири величезні колони діаметром по 5 метрів.
У візерунках мечеті переважають рослинні мотиви — традиційні тюльпани, лілії, гвоздики та троянди, а також орнаменти різних кольорів на білому тлі. Крім того, було підраховано, що для візерунків керамічних плиток використано більше 50 варіації зображення тюльпанів. Підлога мечеті викладена килимами. Всередині мечеть добре висвітлена — світло падає з 260 вікон. Спочатку скло, використане для вікон, було привезене з Венеції, але пізніше було замінено. 

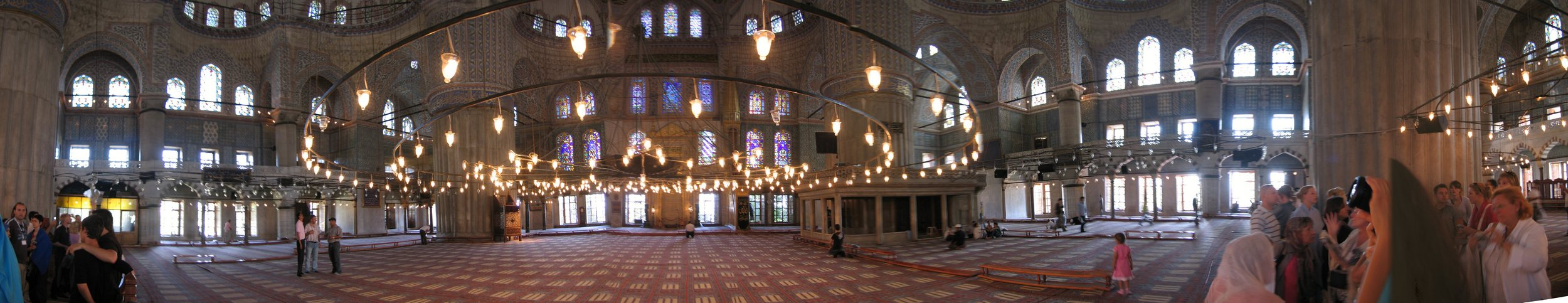
Внутрішній вигляд мечеті; позаду — міхраб, на правому боці біля колони — султанська ложа.

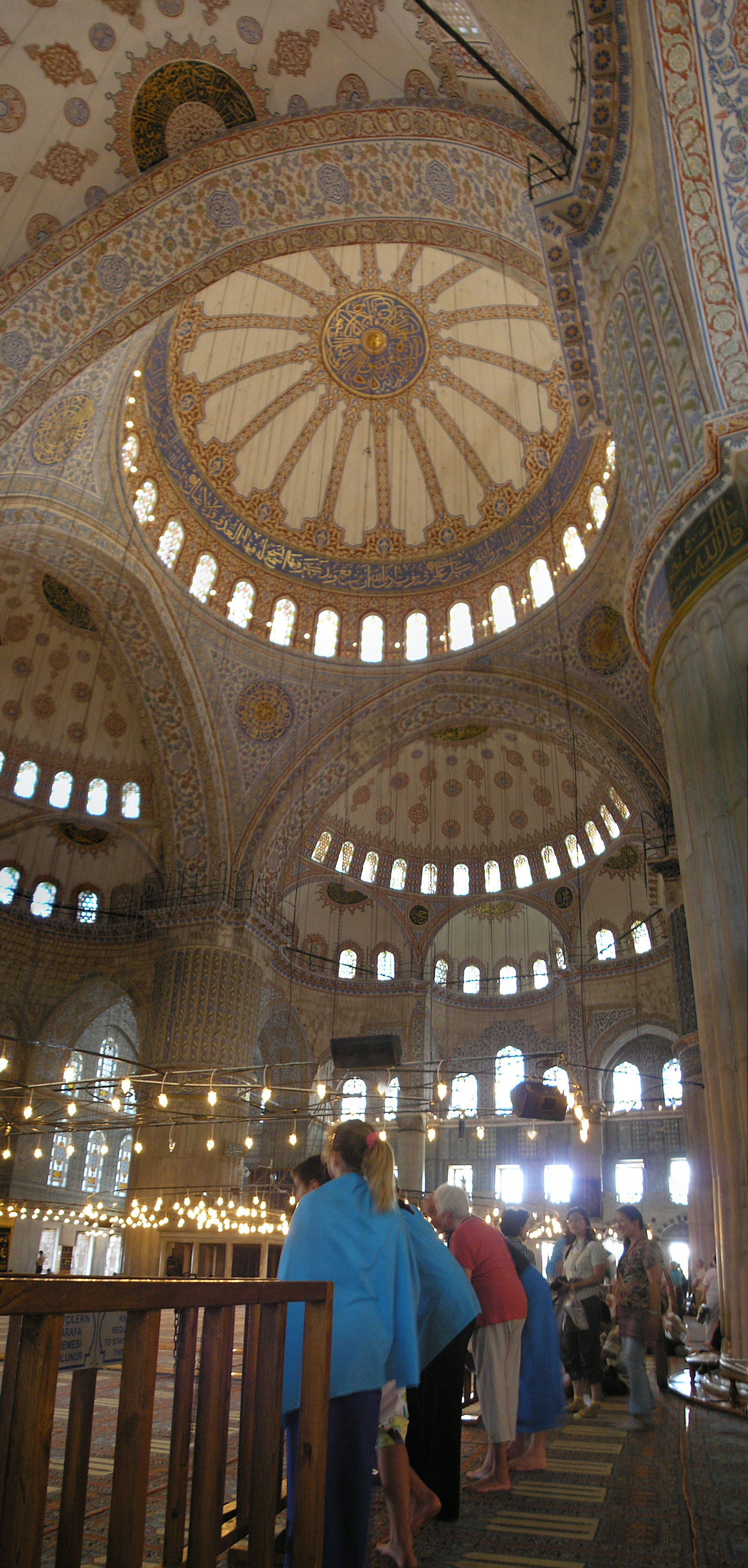
Центральний купол з трьома екседрами

Одним з захопливих елементів мечеті є міхраб — молитовна ніша, яка вирізана з цілісного шматка мармуру. На нього зведений чорний камінь, привезений з Мекки. Поруч з міхрабом знаходиться мінбар — місце імама для читання проповідей. 
Із західної частини мечеті є особливий вхід, над яким висить ланцюг. Цим входом міг користуватися султан, в'їжджаючи у двір мечеті на коні. Ланцюг був спеціально низько підвішений для того, щоб султан щоразу нахилявся, що символізувало нікчемність султана в порівнянні з богом.
Мечеть будувалася у складі величезного архітектурного комплексу, до складу якого увійшли: медресе, лікарня, благодійні заклади, кухні, караван-сарай. У XIX сторіччі лікарня і караван-сарай зруйновані.
Чотири мінарети мечеті мають по три балкони і два мінарети по два балкони. Спочатку балконів було 14 відповідно до кількості османських султанів — попередників Ахмеда I, включаючи його самого. Пізніше додалося ще два балкони, так як до султанів зарахували синів Ахмеда I. Поряд з мечеттю знаходиться тюрбе, в якому похований сам Ахмед I.
Двір Блакитної мечеті має такий же розмір, як і сама мечеть. Стіни двору прикрашені аркадами.
Коли будівництво Блакитної мечеті було завершено, виявилося, що найбільша святиня ісламського світу — мечеть Аль-Харам в Мецці тепер зрівнялася за кількістю мінаретів (їх було 6) з Мечеттю Султана Ахмета, це було визнано святотатством і було прийнято рішення прибудувати до мечеті Аль-Харам ще один мінарет, щоб вона знову перевершила всі існуючі споруди.

## Галерея

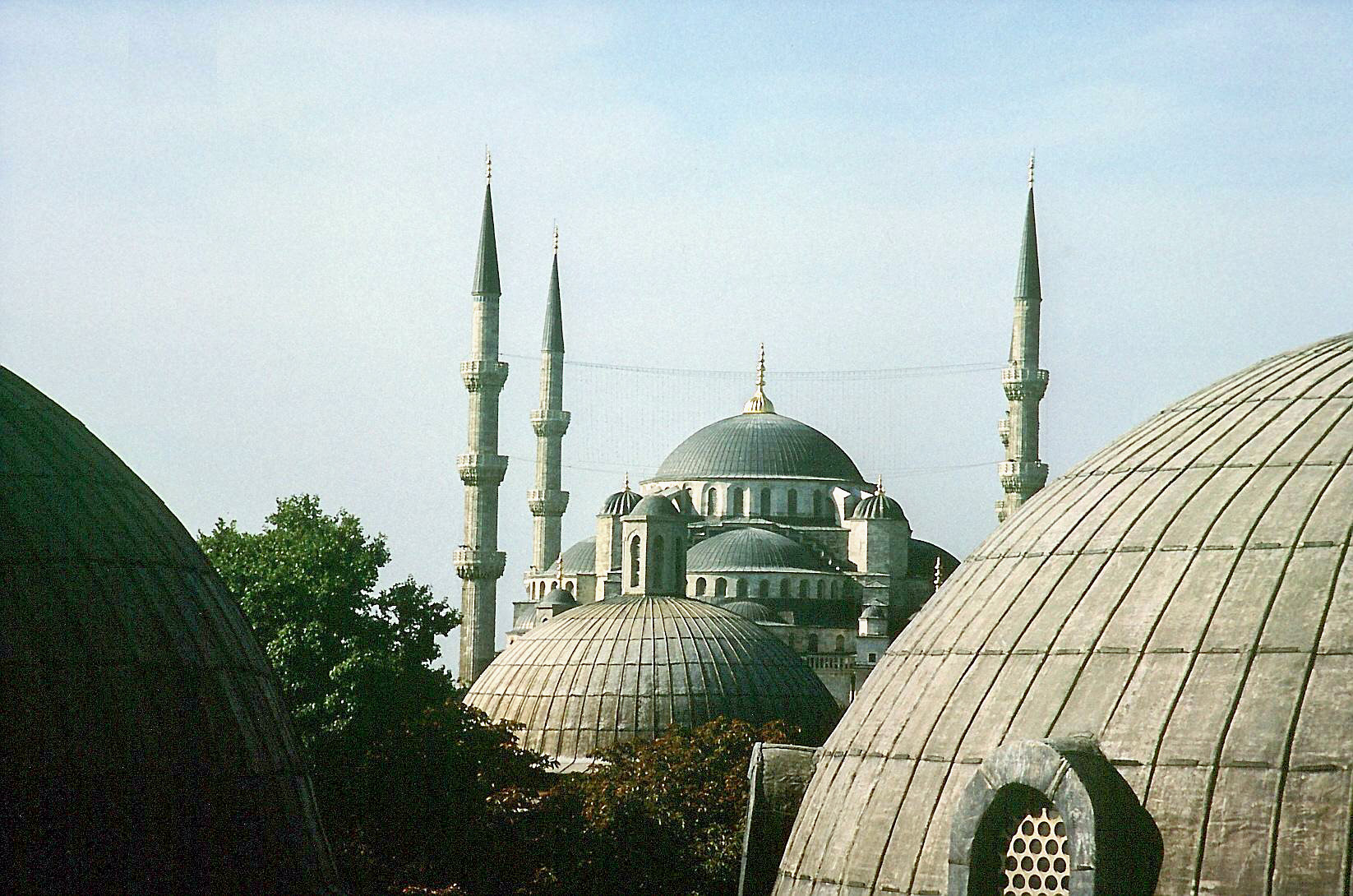
Вид з Айя-Софії
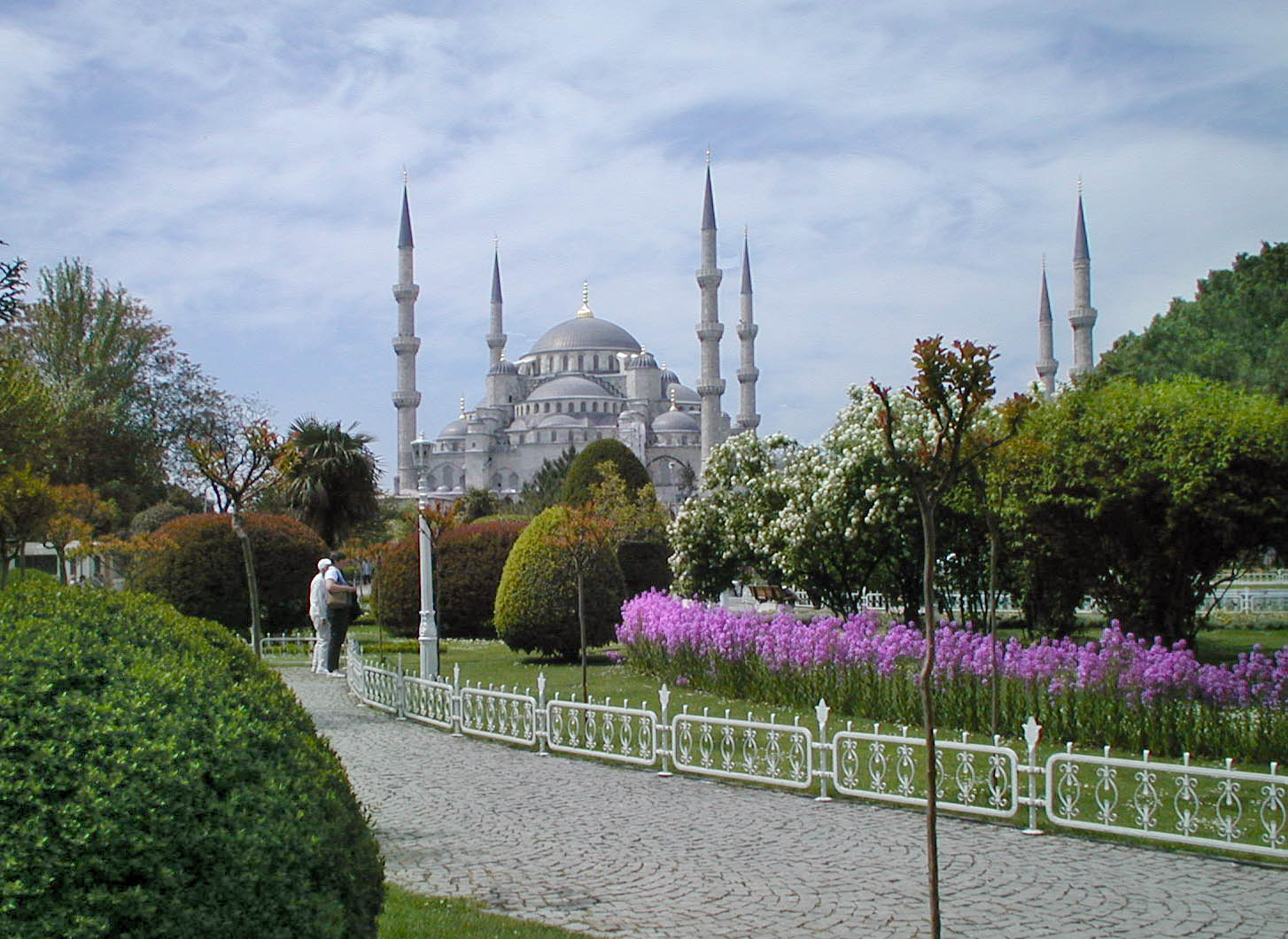
Вид з площі Султанахмет
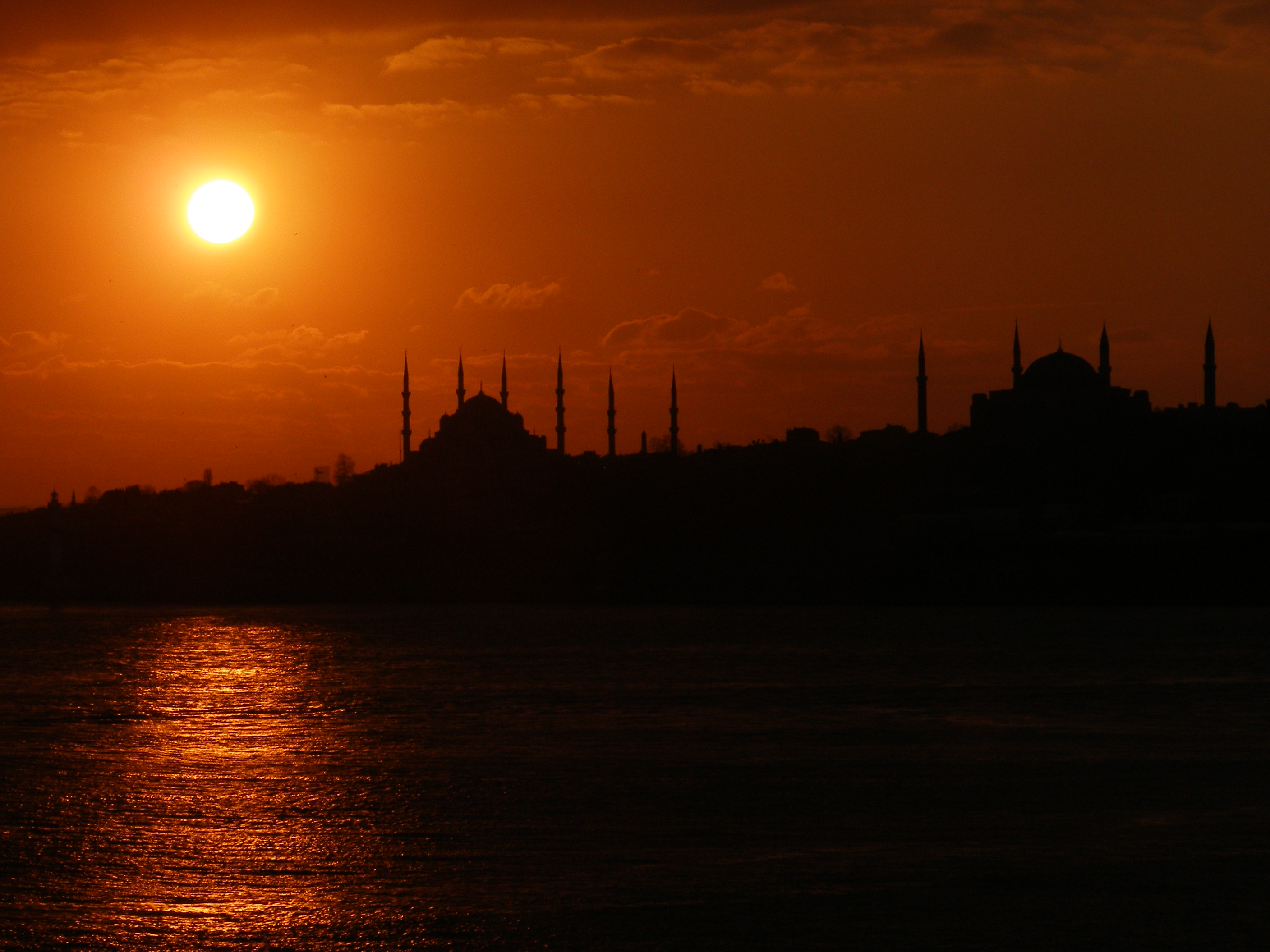
Захід сонця над Босфором: ліворуч — Блакитна мечеть, праворуч — Айя-Софія
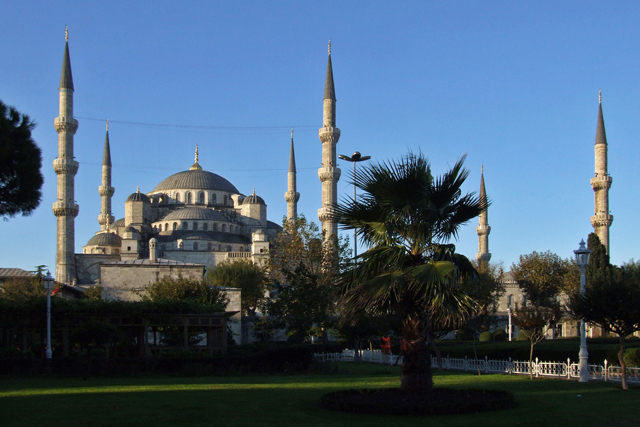
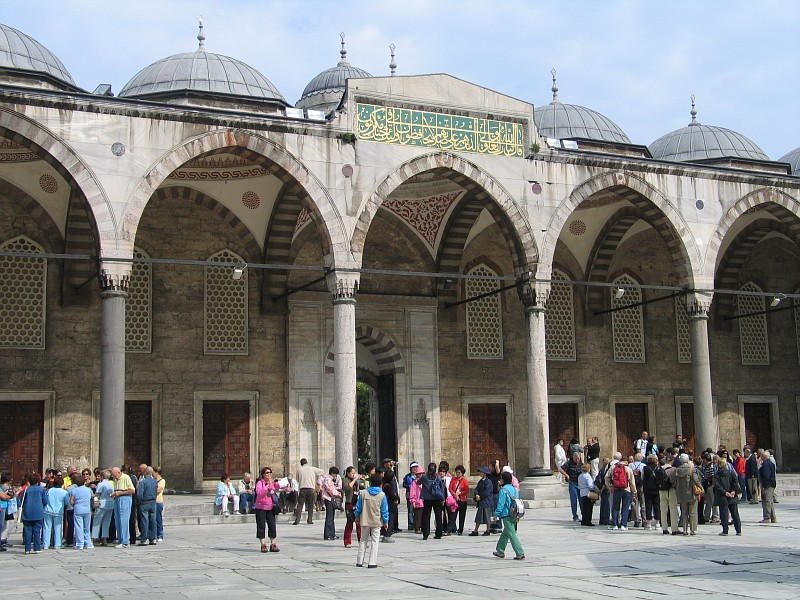
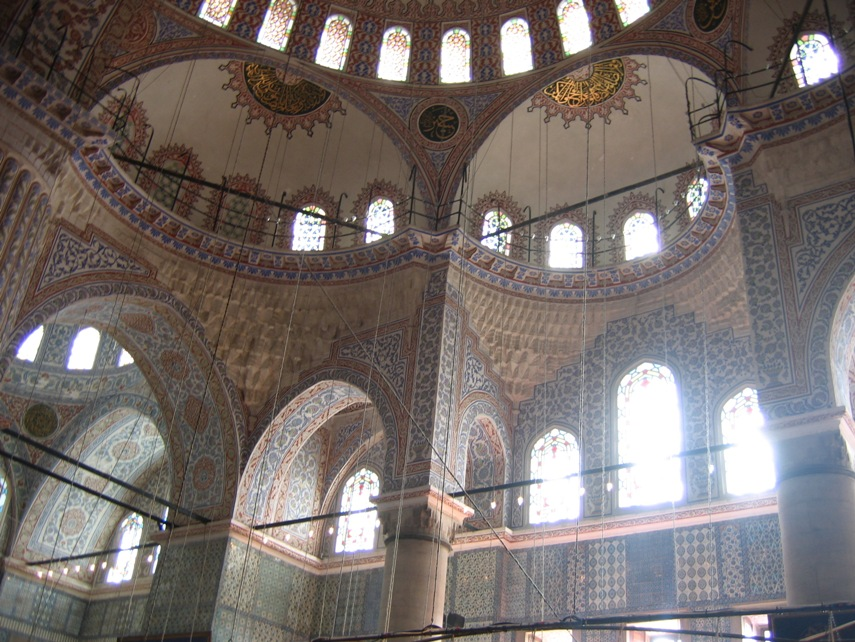
Інтер'єр мечеті
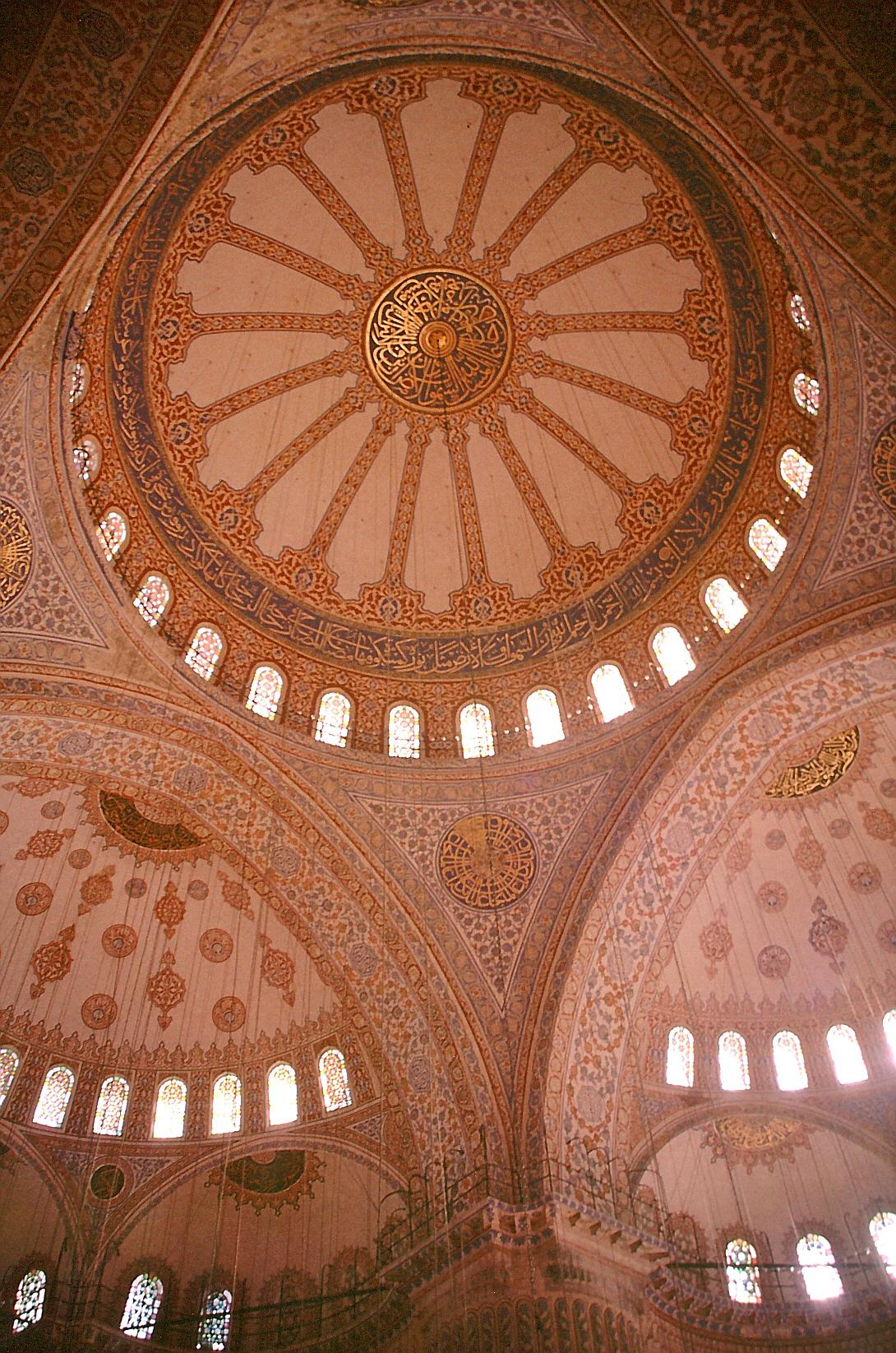
Вид на основний купол
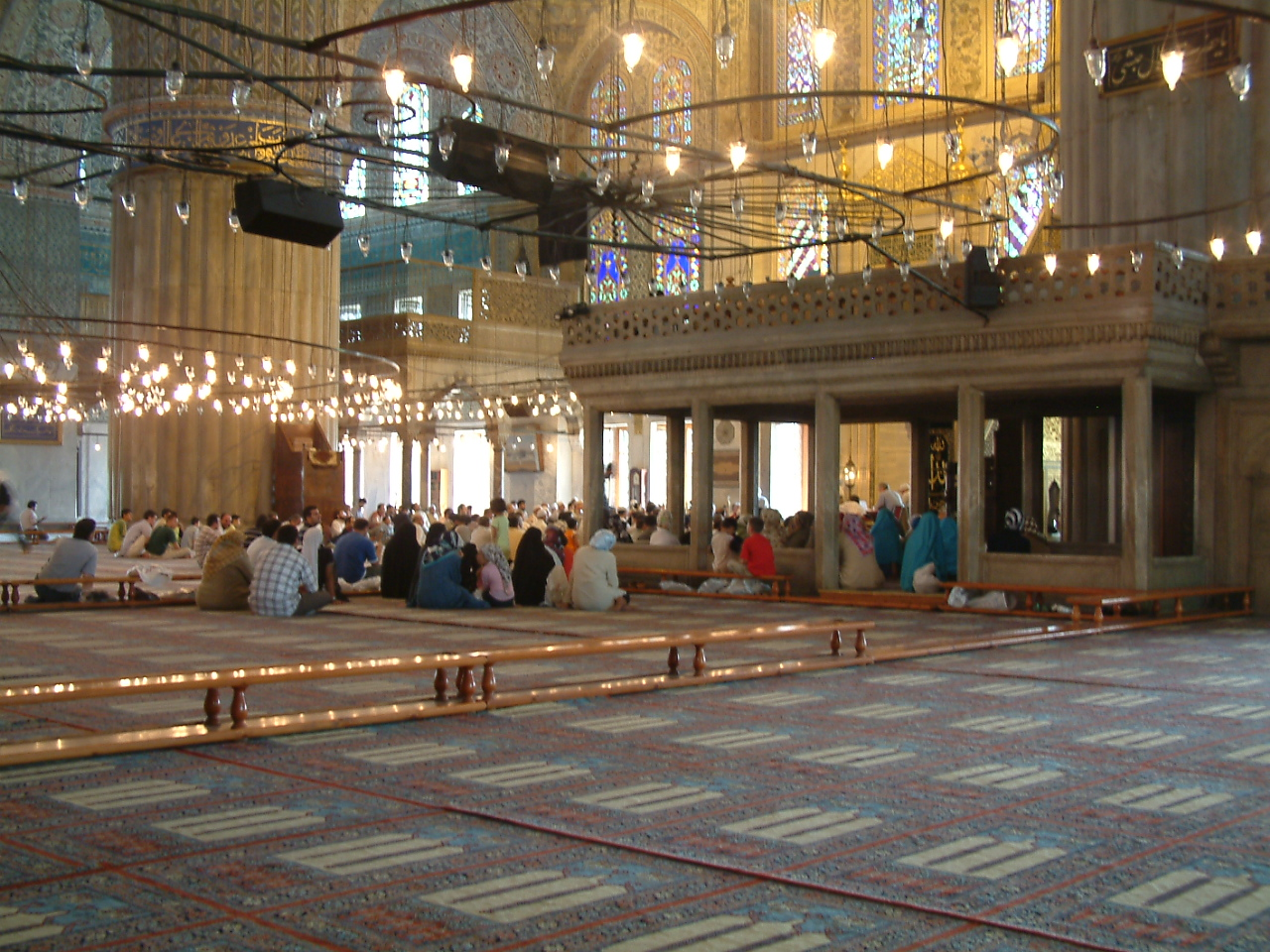
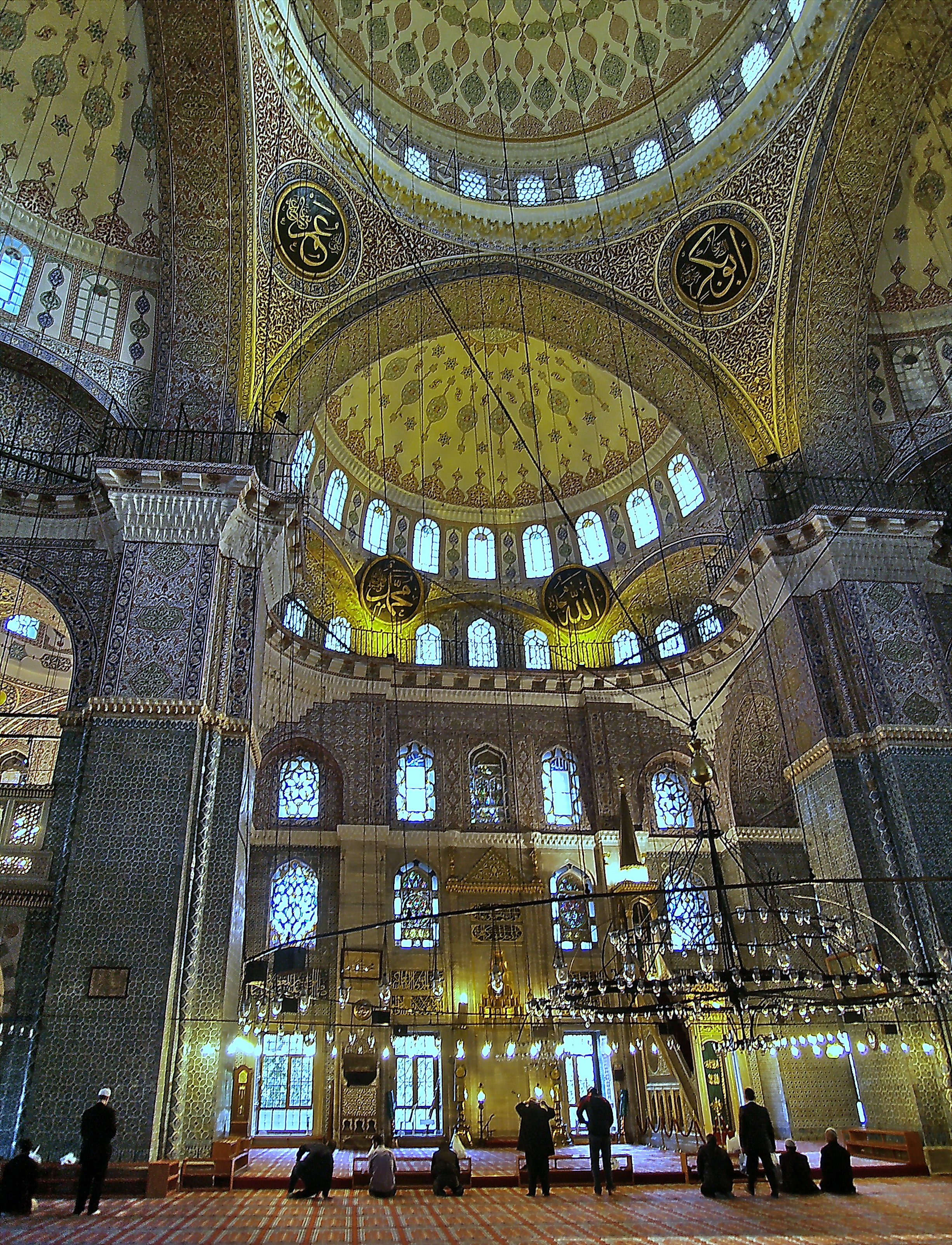
Інтер'єр Блакитної мечеті
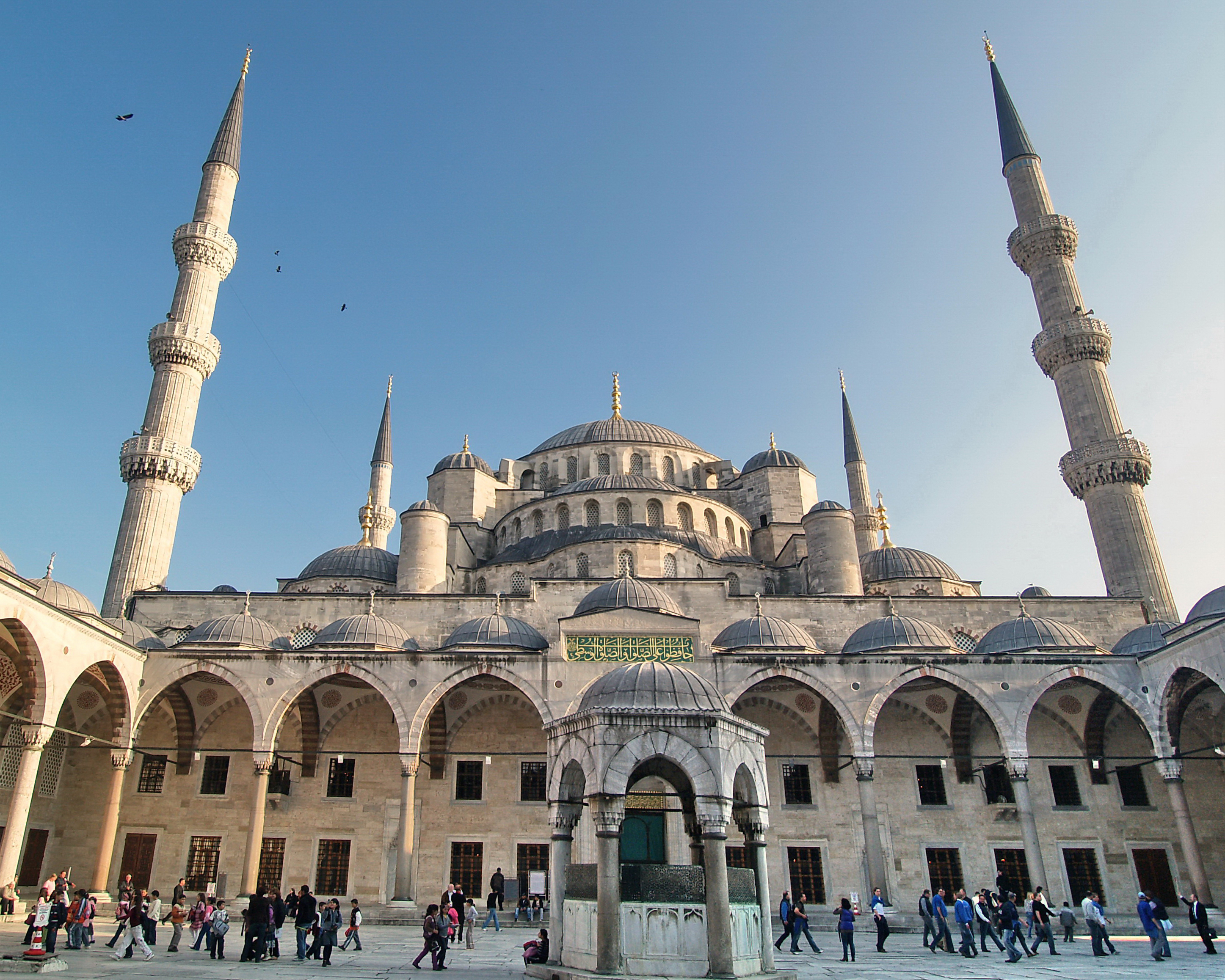
Внутрішній двір Блакитної мечеті
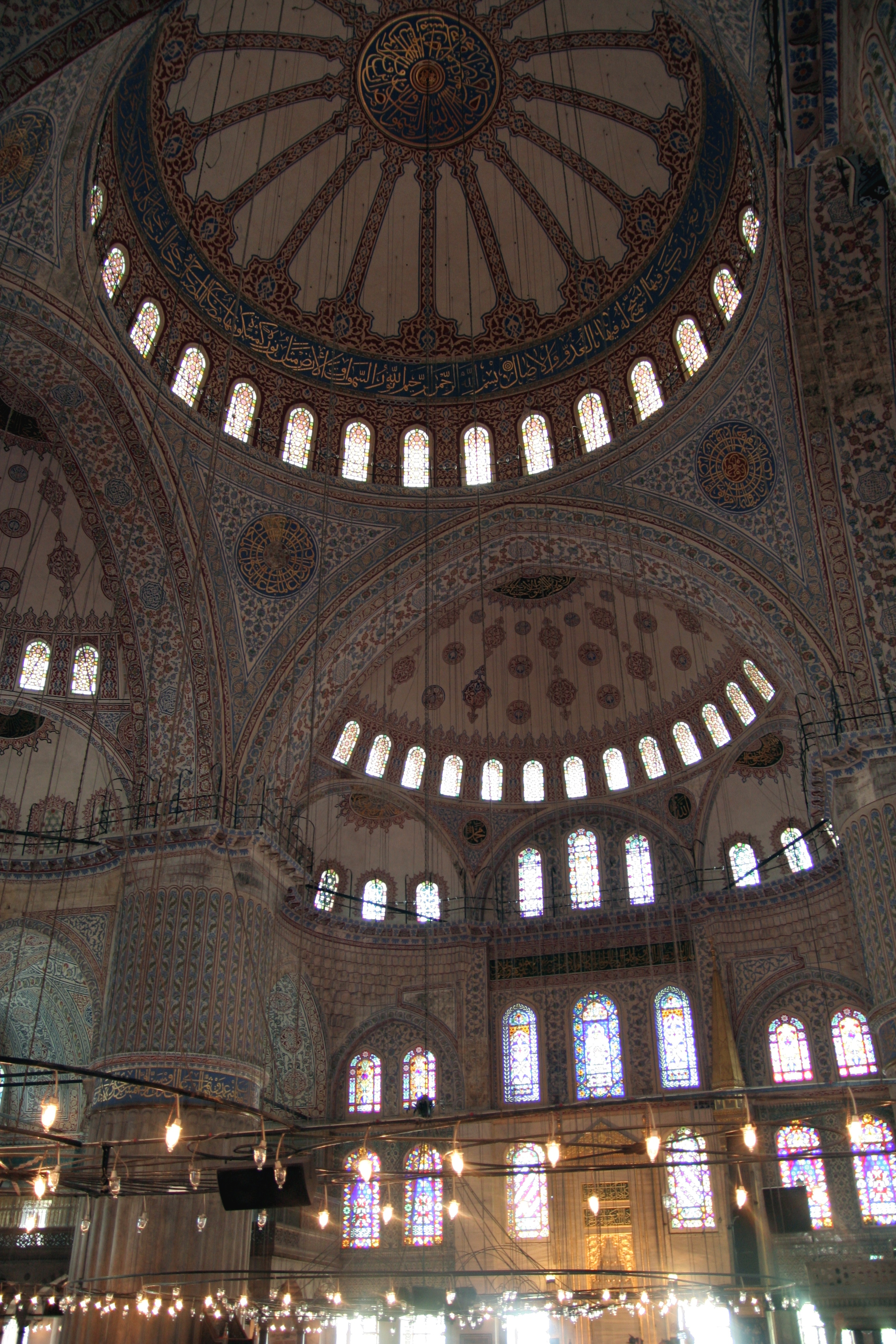
Інтер'єр і купол Блакитної мечеті
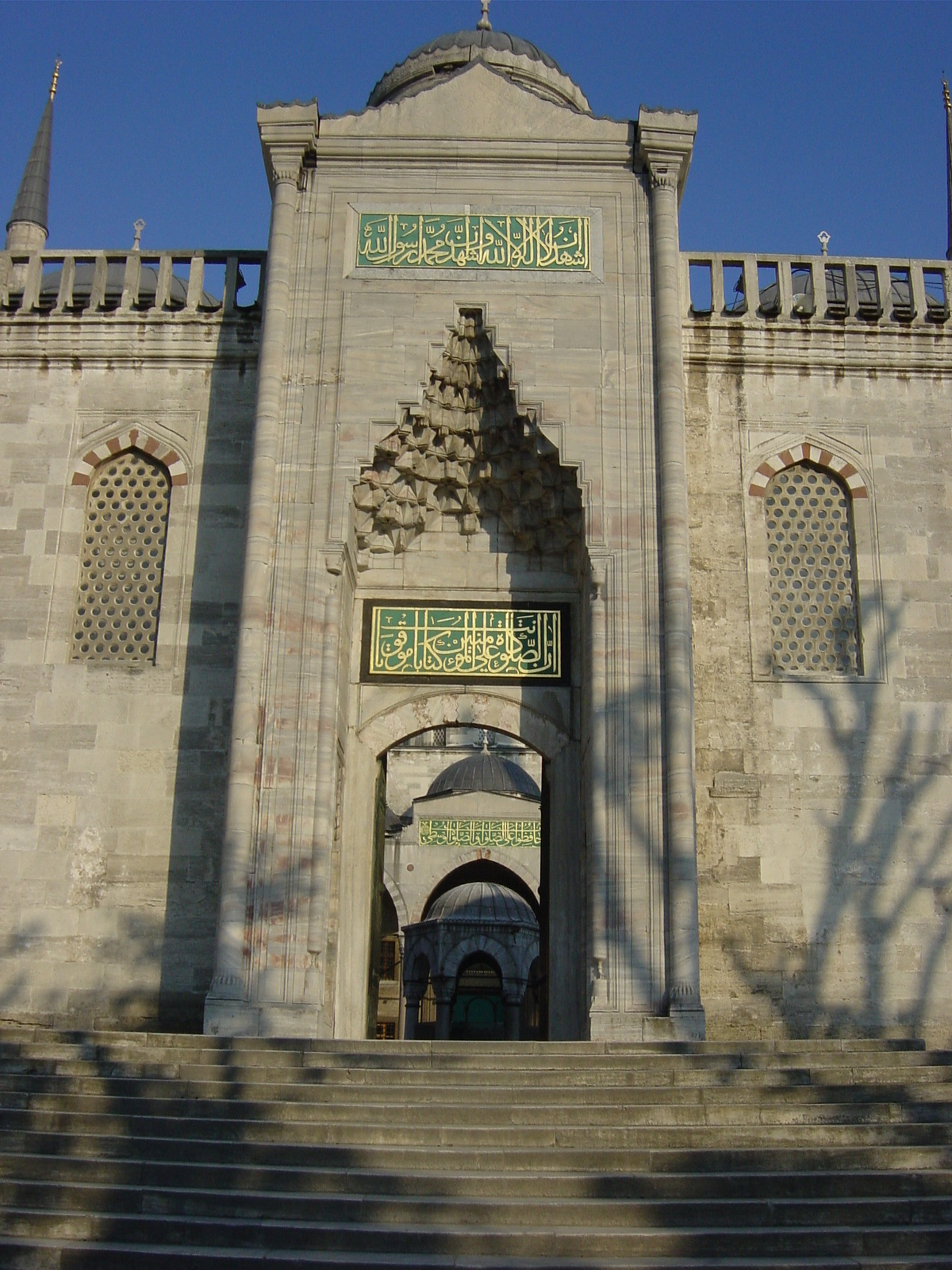
Брама у внутрішній двір
- Блакитна мечеть